# Sören Alm
Sören Bertil Alm, född 23 januari 1920 i Brännkyrka församling, Stockholm, död 27 september 2016 i Göteborg, var en svensk skådespelare.

## Biografi
Han spelade brevbäraren Kalle i Den tänkande brevbäraren som var SR:s och Sveriges Radio-TV:s adventskalender 1963. Sören Alm var gift med skådespelaren Doris Svedlund. Han är begravd på Västra kyrkogården i Göteborg.

## Filmografi
- 1953 – Vi var några man
- 1960 – H för Hem
- 1960 – Av hjärtans lust
- 1963 – Den tänkande brevbäraren (TV-serie)
- 1965 – Mannen som växte i ett sommarträd (TV-film)
- 1969 – Friställd (TV-serie)
- 1971 – Offside (TV-serie)
- 1972 – Dela lika (TV-serie)
- 1974 – Fiskeläget (TV-serie)
- 1982 – Om kärlek är... (TV-serie)
- 1986 – Gösta Berlings saga (TV-serie)

## Teater

### Roller
| År   | Roll                                     | Produktion | Regi                | Teater                |
| ---- | ---------------------------------------- | --- | ------------------- | --------------------- |
| 1948 | En gammal jude                           | De vises sten Pär Lagerkvist                                                                                       | Alf Sjöberg         | Dramaten              |
| 1949 | Skattskrivaren Borgmästaren S Laurentius | Lycko-Pers resa August Strindberg                                                                                  | Göran Gentele       | Dramaten              |
| 1951 | Henry Legree                             | Onkel Toms stuga (Uncle Tom's cabin; or, Life Among the Lowly) Harriet Beecher Stowe                               | Carl-Henrik Fant    | Dramaten              |
| 1952 | Den lille skrivaren                      | Harlekino och Harlekina Else Fisher                                                                                | Kurt-Olof Sundström | Dramaten              |
| 1953 |                                          | Änglavakt (La Cuisine des anges) Albert Husson                                                                     | Sandro Malmquist    | Riksteatern           |
| 1955 | Sancho Panza                             | Don Quijote – Riddaren av den sorgliga skepnaden (Don Quijote – Der Ritter von der traurigen Gestalt) Wulf Leisner | Lars-Erik Liedholm  | Teatern i Gamla stan  |
| 1956 |                                          | Värdshusvärdinnan (La locandiera) Carlo Goldoni                                                                    | Leif Amble-Næss     | Riksteatern           |
| 1961 | Eddie                                    | Mamma San (A Majority of One) Leonard Spigelgass                                                                   | Gustaf Molander     | Vasateatern           |
| 1963 |                                          | Mary, Mary Jean Kerr                                                                                               | Hans Bergström      | Folkteatern, Göteborg |
| 1963 | Don Felix                                | Hus med dubbel ingång (Casa con dos puertas) Pedro Calderón de la Barca                                            | Kurt-Olof Sundström | Folkteatern, Göteborg |
| 1964 |                                          | Borgmästaren (Der Bürgermeister) Gert Hofmann                                                                      | Kurt-Olof Sundström | Folkteatern, Göteborg |
| 1964 |                                          | Famfam (La femme-femme) Jean-Pierre Ferrier, Ricet Barrier och Bernard Lelou                                       | Jackie Söderman     | Folkteatern, Göteborg |
| 1964 | Ladislas                                 | Spel om lycka (Bonheur, impair et passe) Françoise Sagan                                                           | Ellen Isefiær       | Folkteatern, Göteborg |
| 1964 | Thurio                                   | Två herrar från Verona (The Two Gentlemen of Verona) William Shakespeare                                           | Kurt-Olof Sundström | Folkteatern, Göteborg |
| 1965 |                                          | De kärlekslösa (Natural Affection) William Inge                                                                    | Helge Hagerman      | Folkteatern, Göteborg |
| 1965 | Richard Greatham                         | Höfeber (Hay Fever) Noël Coward                                                                                    | Kurt-Olof Sundström | Folkteatern, Göteborg |
| 1984 | Pheres                                   | Alkestis (Ἄλκηστις, Alkēstis) Euripides                                                                            | Martin Berggren     | Göteborgs stadsteater |